# ポリウス
ポリウス（ロシア語: Полюс, ラテン文字転写: Polyus, 地理極の意）は、Polus, Skif-DM, GRAU インデックス 17F19DMとしても知られるソビエト連邦で開発された宇宙兵器の試作機である。SDI衛星攻撃用兵器を炭酸ガスレーザーで破壊するために設計された。貨物ブロックの設計はTKS宇宙船から流用されたもので、軌道制御と射撃試験を実証する火器管制装置を可能にした。
炭酸ガスレーザーを搭載し、敵の衛星（当時アメリカ合衆国が進めていた戦略防衛構想（SDI）により配備された衛星）を攻撃することを目標としていた。1987年5月15日にバイコヌール宇宙基地の250射点より打ち上げられたが軌道には投入されず、実際に配備されることはなかった。なお、ポリウスはエネルギアが最初に打ち上げた物体であった。
ポリウスは、エネルギアから分離後にヨー軸を180°、ロール軸を90°回転してエンジンを点火して軌道に投入するように設計された。エネルギアは完全に作動したが、エネルギアから分離されたポリウスは予定の180°ではなく360°回転した後、ロケットに点火して減速し、南太平洋上空の大気圏に突入した。この失敗は製造期日が短期間だったので慣性誘導装置の試験が不十分だった可能性がある。
一方で、軌道に投入できなかった理由として、緊張緩和に向かい始めていた当時の政治情勢において、試験目的とはいえ新たに大型の宇宙兵器を配備する事は望ましくないと当時のゴルバチョフ大統領が判断したことによって、意図的に軌道に乗せなかったという説がある。
ポリウス計画の遺産は国際宇宙ステーションのザーリャに再利用された。

## 仕様
- 全長: 37.00 m (121.39 ft)
- 最大径: 4.10 m (13.5 ft)
- 重量: 80,000 kg (180,000 lb)
- 打ち上げ機: エネルギア
- 投入軌道: 高度 280 km (170 mi), 軌道傾斜角64°
- 照準装置: 光学, レーダー,低出力レーザーで最終的な照準設定
- 武装: 1MW出力の炭酸ガスレーザー

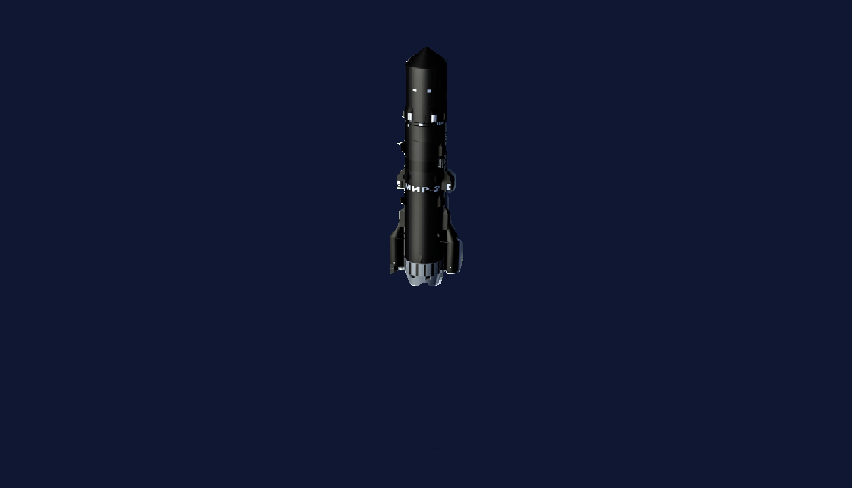
宇宙空間のポリウスの想像図
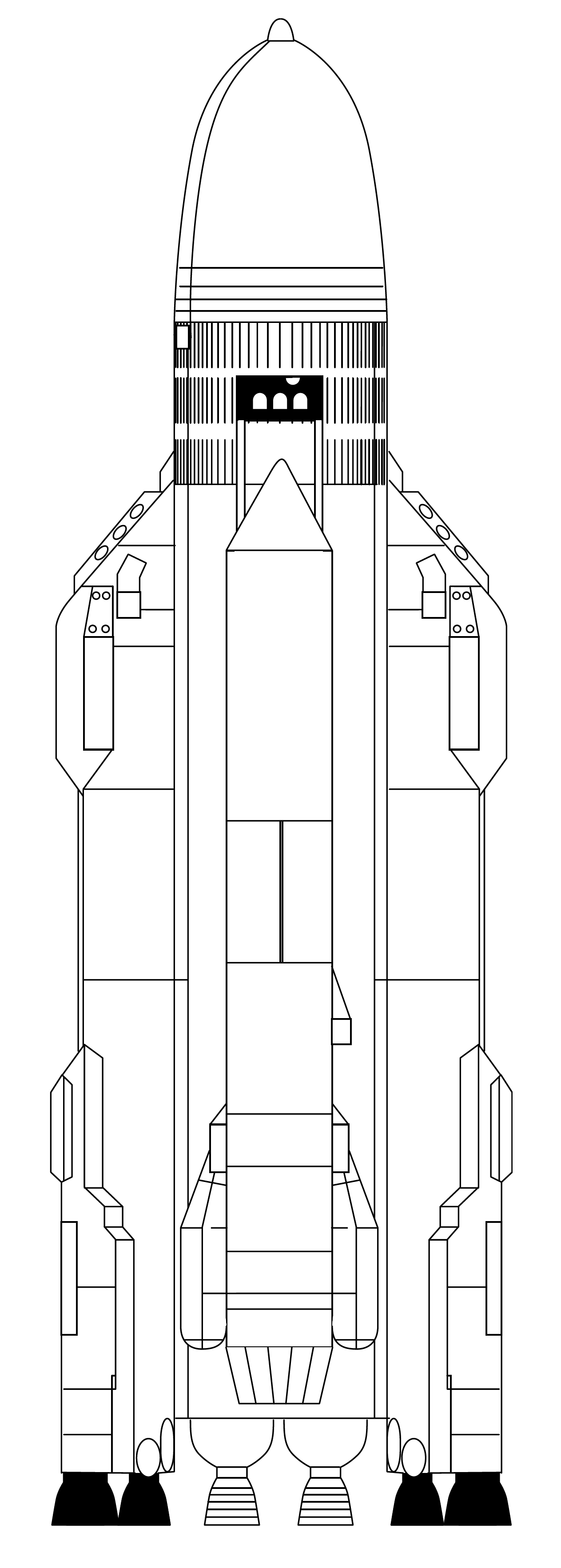
ポリウスを備えたエネルギア